# Старикова, Елена Викторовна
Елена Викторовна Старикова (укр. Олена Вікторівна Старікова; род. 22 апреля 1996, Харьков) — украинская трековая велогонщица, вице-чемпионка Олимпийских игр 2020 года, многократная призёрка чемпионатов мира и Европы.

## Спортивная карьера
Первые медали на чемпионате Украины получила в 2010 году.  С 2010 по 2017 стала многократной чемпионкой Украины в разных видах трекового велоспорта.
В 2015 году завоевала первую медаль на чемпионате Европы среди юниоров в гите на 500 метров.
В 2017 году стала обладательницей Кубка Мира в спринте.

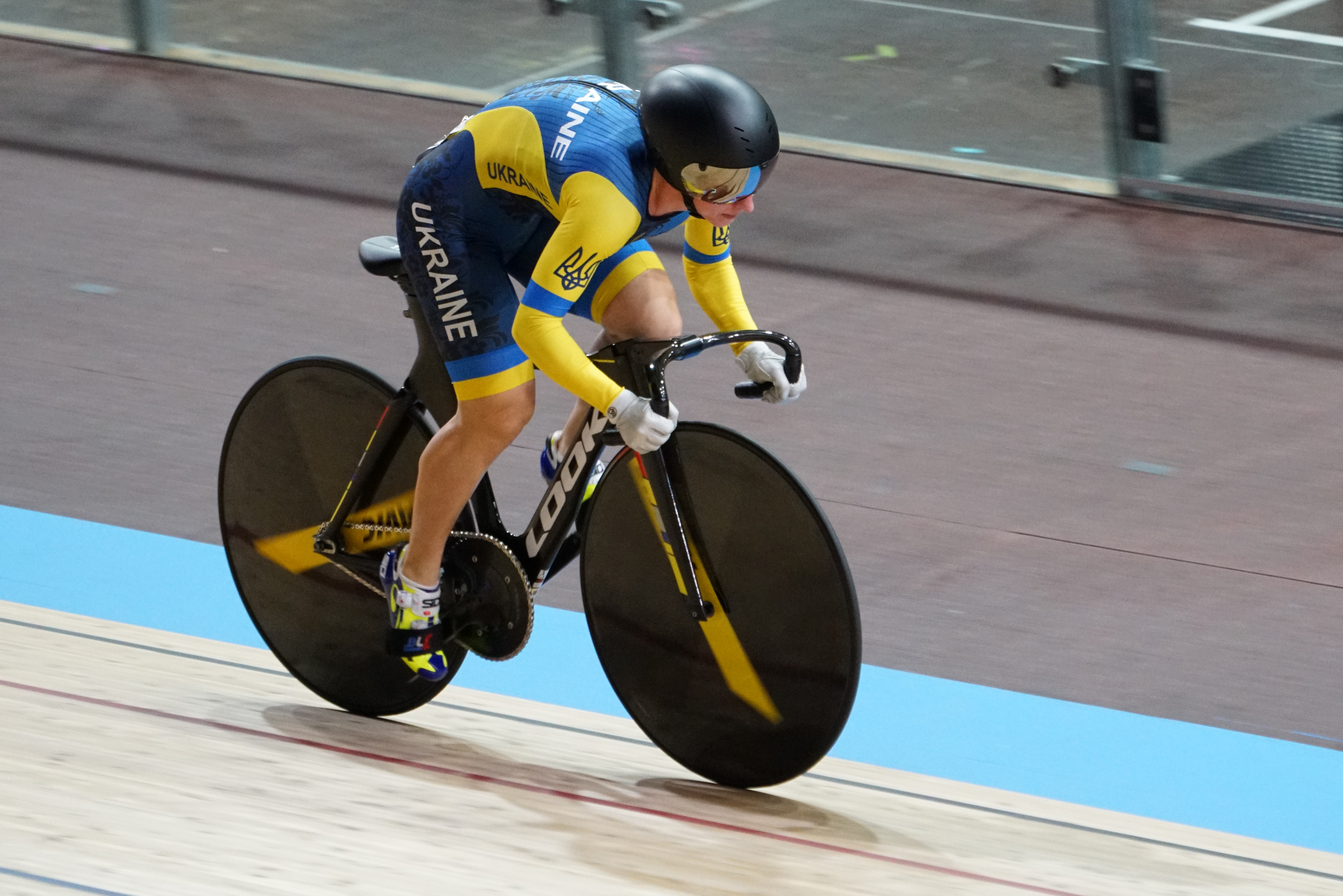
Старикова на чемпионате мира по трековым велогонкам 2020

На чемпионате Европы 2018 года в Глазго заняла второе место в командном спринте и гите на 500 метров.
В январе 2019 года Национальный олимпийский комитет Украины признал Старикову лучшей спортсменкой месяца. В том же году завоевала серебро в гите на 500 метров сначала на чемпионате мира 2019 года, затем на Европейских играх. В конце года на а чемпионате Европы в Апелдорне, Нидерланды, стала серебряным призёром в спринте и бронзовым в гите на 500 м.
В 2021 году вошла в состав сборной Украины на летних Олимпийских играх 2020 года в Токио. На них 5 августа 2021 года заняла четвёртое место в кейрине, а 8 августа 2021 года стала вице-чемпионкой в спринте.

## Результаты
| Год              | Место проведения | Спринт           | Командный спринт | Гит на 500 метров | Кейрин           |
| Олимпийские игры | Олимпийские игры | Олимпийские игры | Олимпийские игры | Олимпийские игры  | Олимпийские игры |
| ---------------- | ---------------- | ---------------- | ---------------- | ----------------- | ---------------- |
| 2021             | Токио, Япония    | 2                | 8                |                   | 4                |

## Государственные награды
- Орден княгини Ольги I-й степени (16 августа 2021)[6]
- Орден княгини Ольги II-й степени (8 марта 2021)[7]
- Орден княгини Ольги III-й степени (15 июля 2019)[8]